# Olivier Bonnes
Olivier Bonnes (Niamei, 7 de fevereiro de 1990) é um futebolista profissional nigerino que atua como volante.

## Carreira
Olivier Bonnes representou o elenco da Seleção Nigerina de Futebol no Campeonato Africano das Nações de 2012.